# Віллоу Розенберг
Віллоу Розенберг — персонажка фантастичного телесеріалу «Баффі – переможниця вампірів» (1997—2003). В телесеріалі її зобразила Елісон Ганніган.
Віллоу відіграє важливу роль у найближчому колі друзів, які називаються бандою Скубі, які підтримують Баффі Саммерс, підлітка, обдаровану надлюдськими здібностями перемагати вампірів, демонів та інше зло у вигаданому місті Саннідейл. Серіал починається з того, що Баффі, Віллоу та їхній друг Ксандер навчаються в 10-му класі, а Віллоу — сором'язлива дівчина-ботанка, яка не впевнена в собі. Вона має притаманні магічні здібності і починає вивчати чаклунство; у міру розвитку серіалу Віллоу стає впевненішою в собі, а її магічні сили стають значними.
З основних персонажів Віллоу змінюється найбільше, ставши складним образом жінки, чиї сили змушують її шукати баланс між тим, що найкраще для людей, яких вона любить, і тим, що вона здатна зробити. Її персонажка виділялася як позитивний образ єврейської жінки, і на піку своєї популярності вона закохалася у відьму, на ім'я Тара Маклай. Вони стали однією з перших лесбійських пар на американському телебаченні та одними з найпозитивніших стосунків серіалу.